# Бондаренко Олександр Анатолійович
Олекса́ндр Анато́лійович Бондаре́нко (нар. 4 листопада 1959, смт Іларіонове, тепер селище Явороницьке Синельниківського району Дніпропетровської області) — український діяч, підприємець, фахівець у галузі механіки, 1-й секретар Запорізького обласного комітету ЛКСМУ. Член ЦК КПУ в грудні 1990 — серпні 1991 р. Кандидат економічних наук (2002). 

## Біографія
У 1981 році закінчив Дніпропетровський металургійний інститут.
У 1981—1984 роках — інженер, майстер, виконроб тресту «Південтеплоенергомонтаж». У 1984—1985 роках — начальник штабу Всесоюзного ударного комсомольського будівництва Запорізької атомної електростанції (АЕС). Член КПРС.
У 1985 — грудні 1989 — інструктор, завідувач відділу робітничої і сільської молоді Запорізького обласного комітету ЛКСМУ; заступник завідувача відділу робітничої молоді ЦК ЛКСМУ.
У грудні 1989 — 1991 — 1-й секретар Запорізького обласного комітету ЛКСМУ.
У 1991—2000 роках — президент акціонерного товариства (AT) «Корпорація Хортиця» у місті Запоріжжі. З 2000 року — генеральний директор товариства з обмеженою відповідальністю (ТОВ) «Нова Хортиця» у місті Запоріжжі.
У 2001 році закінчив Запорізький гуманітарний університет «Інститут державного та муніципального управління».
Від 2002 року — доцент кафедри управління підприємствами Запорізького гуманітарного університету «Інститут державного та муніципального управління».
Почесний консул Центральноафриканської Республіки в Україні (з 1995 року).
Одружений, має сина.